# Elena Maseras
María Elena Maseras Rivera (Vilaseca, Tarragona, 25 de mayo de 1853 - Mahón, Menorca, 4 de diciembre de 1905), más conocida como Elena Maseras, fue una médica, pedagoga… y profesora española. Fue la primera mujer en matricularse en la Facultad de Medicina de la Universidad de Barcelona en el curso 1872-73.

## Biografía
Nació en una familia de médicos, heredó su gusto familiar por la medicina, decidiendo esta vocación al finalizar el bachillerato de Arte con unas excelentes calificaciones. Su acceso a los estudios de Medicina no fue fácil, pues en la época las mujeres no podían asistir oficialmente a las clases en la universidad, siéndoles posible sólo la asistencia como oyentes (sin derecho a exámenes); para poder obtener el título, podían estudiar en el propio hogar, con tutela de profesores, y luego tenían que solicitar un permiso especial del Ministerio de Fomento.
Maseras, por tanto, tuvo que recibir las clases en privado en un principio, no pudiendo incorporarse a la universidad hasta que Narciso Carbón, catedrático de Terapéutica, la admite en su aula, tras autorizar el Rey Amadeo I, mediante una Real Orden, la posibilidad de que las mujeres estudiaran oficialmente Medicina; su primera entrada en el aula fue recibida con aplausos por parte de sus compañeros. Fue la primera matriculada oficialmente como mujer en la Facultad de Medicina de la Universidad de Barcelona, el curso 1872-73; otras habían accedido anteriormente, pero vestidas con prendas masculinas.
Dos de sus hermanos más jóvenes siguieron sus pasos y también estudiaron Medicina.
Maseras acabó los estudios en 1878, y el 1 de febrero de 1879 pidió permiso para hacer el examen de licenciatura. El hecho de que fuera mujer produjo gran confusión en los órganos burocráticos, que tardaron más de tres años en otorgarle el permiso. Lo obtuvo en junio de 1882, examinándose el 25 de octubre y obteniendo la calificación de sobresaliente. No hay constancia, sin embargo, de que se doctorase, pero el tiempo de espera no fue desaprovechado, optando por estudiar Magisterio, teniendo ahora por vocación la enseñanza, su trabajo de vida. Diferente fueron los casos de Dolors Aleu Riera y Martina Castells Ballespí, que fueron las primeras mujeres en licenciarse y en doctorarse en Medicina en 1882.
Desanimada por las dificultades burocráticas que sufría por ser mujer y con sus estudios de Magisterio terminados, ejerció de maestra primero en Villanueva y Geltrú (Barcelona) y luego se mudó a Mahón (Menorca), donde además de impartir clases trabajó como colaboradora del periódico local El Pueblo, desde cuyas págnas intentó, infructuosamente, fomentar los Juegos Florales propios de Cataluña. En conferencias, Maseras fomentaba una higiene básica con "La higiene en armonía con la cultura de la mujer" (1904) y "Necesidad de higiene en las escuelas" (1905). El 4 de diciembre de 1905, María Elena Maseras y Ribera falleció en Mahón a causa de una enfermedad cardíaca.

## Repercusión mediática
Ya desde su bachillerato en Arte, Maseras había llamado la atención, puesto que fue nombrada en varios periódicos nacionales y regionales (algunos, tan lejanos de Barcelona como la Crónica de Badajoz o el Diario de Córdoba), prueba de la proeza que había conseguido.

## Reconocimientos
Desde el 8 de marzo de 2006, un parque público del Ensanche de Barcelona lleva su nombre.
El Observatorio de la Igualdad de la Universidad Rovira y Virgili otorga el premio Maria Elena Maseras con el objetivo de "promover la incorporación de la perspectiva y los estudios de género en la docencia y en la investigación, y así eliminar discriminaciones y desigualdades entre los hombres y las mujeres en todos los estamentos y funciones de la comunidad universitaria".
En 2016 se creó en Vilaseca (Tarragona) el Centre d'Estudis Vila-secans "Maria Elena Maseras".
Desde el 2 de octubre de 2019, el Colegio Público Número 5 de Miguelturra (Ciudad Real) se llama "María Elena Maseras".